# Внешняя политика Кении
Внешняя политика Кении — общий курс Кении в международных делах. Внешняя политика регулирует отношения Кении с другими государствами. Реализацией этой политики занимается министерство иностранных дел Кении.

## История
Найроби является одним из главных городов Восточной Африки. В Найроби одна из лучших транспортных систем в регионе, а также инфраструктура связи и уровень персонала в учреждениях. Многие иностранные фирмы имеют региональные филиалы или представительства в этом городе. Несмотря на внутреннюю напряжённость в Судане и Эфиопии, Кения поддерживает с ними хорошие отношения. Отношения Кении с Угандой и Танзанией укрепляются, поскольку эти три страны рассчитают на взаимную экономическую выгоду. В марте 1996 года президенты Кении, Танзании и Уганды приняли решение возродить организацию Восточноафриканское сообщество (ВАС). Цели ВAC включают в себя: регулировку тарифов и таможенных режимов, свободное передвижение людей и улучшение региональной инфраструктуры. В январе 2001 года было официально создана организация Восточноафриканское сообщество, в которое имеется парламент, Восточноафриканская законодательная ассамблея и секретариат в Аруше (Танзания). Протокол Таможенного союза, подписанный в 2004 году, вступил в силу 1 января 2005 года. Будучи членом Межправительственного органа по вопросам развития МОВР (в состав которого входят Уганда, Эфиопия, Эритрея, Джибути, Сомали и Судан), Кения играет ключевую посредническую роль в мирных переговорах в Судане и Сомали.
Экономика Кении, развитая инфраструктура и относительная стабильность делают эту страну влиятельным игроком в регионе. Кения играла активную роль в переговорах по урегулированию гражданской войны в Судане и уже давно работает над решением проблемы нестабильности в Сомали. 9 января 2005 года в Найроби было подписано Всеобъемлющее мирное соглашение между Севером и Югом Судана. В июле 2011 года Южный Судан стал независимым государством. В результате переговоров в рамках Сомалийской конференции по национальному примирению в конце 2004 года были созданы переходные федеральные институты Сомали (ассамблея, президент, премьер-министр и правительство). До начала 2005 года Кения принимала активное участие в создании этих институтов и первоначально разместила их на своей территории. В период с мая по июнь 2005 года члены переходных федеральных учреждений Сомали переехали в Могадишо. Затем, Кения столкнулась с проблемами из-за происходящего в Сомали, на её территории происходили громкие инциденты, связанные с похищением и убийством европейских туристов, 16 октября 2011 года Кения направила вооружённые силы в Сомали, стремясь отбросить экстремистские элементы от своей границы. Кения долгое время обеспечивала безопасность и направляла гуманитарную помощь в Сомали. К 2012 году в Кении проживало более 600 000 беженцев, большинство из которых были из Сомали.
Отношения Кении с западными странами в целом дружеские, хотя нынешняя политическая и экономическая нестабильность в стране иногда объясняется местными политиками давлением Запада. Решение Кении приостановить отношения с Сахарской Арабской Демократической Республики (САДР) в пользу отношений с Марокко было нелёгким, очень деликатным, поскольку на тот момент Сахарская Арабская Демократическая Республика являлась членом Африканского союза, а Марокко — нет. Для Кении это было экономически выгодным решением, так как она получила выход на рынок Марокко. К 2007 году Кения имела амбициозные планы по открытию ряда дипломатических миссий по всему миру. Главной целью кенийской дипломатии было содействие экономическому развитию посредством расширения доступа к рынкам и увеличения инвестиций и денежных переводов. Африка сменила Европу в качестве главного направления деятельности министерства иностранных дел Кении.
Основной мотивацией Кении для активного участия в урегулировании конфликтов в Судане и Сомали был потенциальный рынок, который эти страны могут предложить в случае нормализации обстановки. Политическая нестабильность в регионе часто мешает торговле. Кения стремится избежать серьёзных конфликтов с другими странами, чтобы не мешать реализации деловых интересов. Помимо развития торговли, вторым дипломатическим приоритетом Кении является защита долгосрочных стратегических интересов, особенно водных ресурсов. В связи с этим Кения участвовала в заседаниях комиссии по использованию ресурсов реки Нила, в которой участвовали все десять государств по территории которых протекает эта река. В последние годы Кения добилась огромных успехов в развитии отношений с Египтом в том, что касается вод Нила (включая озеро Виктория), открытия египетского рынка и получения помощи в целях развития (строительство школ, предоставление врачей). Китай тоже открыл свой рынок для кенийских товаров и внёс огромный вклад в развитие инфраструктуры, строительства дорог, школ и многих других проектов. 4 апреля 2007 года председатель НПКСК Цзя Цинлинь посетил Кению, чтобы провести переговоры с президентом Кении Мбаи Кибаки и принять участие в открытии дороги, построенной китайскими фирмами. Инвестиции китайских фирм в Кении дали менее впечатляющие результаты, отчасти потому, что китайским производителям не имеет особого экономического смысла производить в Кении то, что они могли бы дешевле экспортировать из дома. Торговый баланс между странами сложился в пользу Китая, и в Кении существует беспокойство по поводу конкурентоспособности своей продукции, особенно в некогда развивающемся швейном секторе Кении.